# Georg Streitberger
Georg Streitberger (Zell am See, Austrija, 26. travnja 1981.) austrijski je umirovljeni alpski skijaš. Najjača disciplina bila mu je superveleslalom, u skijaškom je kupu ostvario je tri pobjede. Predstavljao je Austriju na Zimskim Olimpijskim igrama 2010. godine.

## Pobjede u svjetskom skijaškom kupu
- 2. ožujka 2008., Kvitfjell, Norveška, superveleslalom
- 4. prosinca 2010., Beaver Creeek, SAD, superveleslalom